# Bdelloidea
Super-famille
Les Bdelloidea sont une super-famille d'acariens. La plupart des espèces sont chasseuses de petits arthropodes.

## Liste des familles
- Bdellidae
- Cunaxidae

## Référence
- Dugès, 1834 : Recherches sur l'ordre des Acariens en général et la famille des Trombidiés en particulier. Annales des Sciences Naturelles, Zoologie, vol. 2, n. 1, p. 5–46.